# Молоди (усадьба)
Молоди — руинированная усадьба, расположенная в селе Молоди Чеховском районе Московской области.

## История
Село впервые упоминается в 1572 году, когда в его окрестностях произошло сражение между русской армией под командованием военачальников Михаила Воротынского и Дмитрия Хворостинина с крымско-татарскими захватчиками. В 1646 году близ села были пожалованы земли влиятельному вельможе Прокофию Соковину, вскоре попавшему в опалу как стороннику старообрядчества. В 1699 году Пётр I пожаловал вотчину боярину Фёдору Головину. Здесь он построил каменную усадьбу с регулярным парком и гидросистемой, тогда же была устроена родовая усыпальница Головиных. Долгое время усадьбой владели Головины. В 1736 году имение переходит во владение Салтыковым, в 1770-х годах новые владельцы начали обустраивать усадьбу, построили за алтарями церкви свою родовую усыпальницу. В начале XVIII века на месте старой деревянной была возведена каменная Церковь Воскресения Христова. После смерти бездетного А. И. Салтыкова, имением владели Домашневы, Кротковы, в 1862 году новыми владельцами были Бестужевы. В конце XIX века часть усадебного комплекса была сдана в наём под дачи. В усадьбе несколько лет жил со своей семьёй художник, профессор живописи Леонид Пастернак. В 1913 году в усадьбе гостил писатель Борис Пастернак. До революции последним владельцем усадьбы был промышленник И. В. Бородин. Во второй половине XX века имение передано Министерству образования для открытия в нём школы, которую расширили для удобства учеников дополнительными павильонами, с 1980-х годов имение стоит заброшенным.
До наших дней сохранились двухэтажное каменное здание усадьбы, сейчас оно находится в полуразрушенном состоянии, служебный корпус XVIII—XIX еков, руинированный и перестроенный амбар, липовый парк с прудами и до сих пор действующая церковь Воскресения Христова, построенная в 1703—1706 годах (в конце XVIII века Домашневы расширили церковь, были возведены две колокольни в классическом стиле).